# 克洛氏南鰍
克洛氏南鰍（學名：Schistura kloetzliae）為輻鰭魚綱鯉形目條鰍科南鰍屬的其中一種。分布於亞洲寮國Nam Youan及中國雲南省瀾滄江流域，本魚體延長，口下位，觸鬚3對，上下唇具1缺刻，側線完整，體色土黃色，沿著側線有6個大黑斑，背部有一條不規則的斑紋，在尾鰭基底的下半部有一條短的黑色橫帶，尾鰭鰭條有2列黑色斑點，體長可達5公分，棲息在河川底中層水域，生活習性不明。

## 扩展阅读
維基物種上的相關：克洛氏南鰍